# Microbarypus
Microbarypus is een geslacht van kevers uit de familie van de loopkevers (Carabidae). De wetenschappelijke naam van het geslacht is voor het eerst geldig gepubliceerd in 2000 door Roig-Junient.

## Soorten
Het geslacht Microbarypus is monotypisch en omvat slechts de volgende soort:
- Microbarypus silvicola Roig-Junient, 2000